# Benevolent and Protective Order of Elks
Benevolent and Protective Order of Elks (en español: Orden Benevolente y Protectora de los Ciervos) es una fraternidad que enfoca su labor hacia la acción social, y que fue fundada en el año 1868 en los Estados Unidos. Es una de las fraternidades americanas más importantes, cuenta con más de un millón de miembros, tanto hombres como mujeres. 

## Historia
El club fue fundado en el año 1868 con el nombre de Jolly Corks. Con los años, el club extendió su campo de acción hacia la obra social y la caridad. Los 15 miembros de la época votaron 8 contra 7 para elegir un nuevo nombre y un nuevo símbolo, el cervus canadensis, ( en inglés: elk ). Los primeros miembros eran mayoritariamente artistas de los teatros de Nueva York. La pertenencia al club se extendió a los afroamericanos a partir de los años 70 y a las mujeres a partir de los años 90. Aun así a comienzos del siglo XXI, en el club no eran admitidos los ateos. Era necesario creer en Dios y ser mayor de 21 años. Fundada en 1928, la Fundación Nacional Elks, es una fundación caritativa que pertenece a la fraternidad. Tiene un presupuesto de más de 400 millones de dólares que emplea para ayudar en obras de caridad en todo el país. El cuartel general nacional es conocido como la Gran Logia y está situado en la localidad de Lincoln Park, cerca de Chicago, en el estado de Illinois. En el año 2006, más de 2.100 logias locales estaban repartidas por todo el país.